# Stubalj
Stubalj es una localidad de Croacia en el municipio de Majur, condado de Sisak-Moslavina.

## Geografía
Se encuentra a una altitud de 152 m s. n. m. a 92,6 km de la capital nacional, Zagreb.

## Demografía
En el censo 2011, el total de población de la localidad fue de 191 habitantes.